# رومان غراو
رومان غراو هو رئيس تنفيذي ومحامي وسياسي فرنسي، ولد في 21 يونيو 1974 في بيربينيا في فرنسا. نشط حزبياً في الجمهورية إلى الأمام! (2017 – 2017) والجمهوريون والحزب الاشتراكي.

## مناصب
- انتخب  لترشحه ضمن قائمة بيربينيا، خلال فترته النيابية ‏ (30 مارس 2014 – ).
- انتخب municipal councillor of Perpignan ‏ خلال فترته النيابية ‏.
- انتخب member of the departmental council of Pyrénées-Orientales ‏ عن دائرة كانتون بيربينيا-4 [الإنجليزية]‏ وقد انضم خلال فترته النيابية ‏ (2 أبريل 2015 – ) للكتلة البرلمانية .
- انتخب mayor's adjunct ‏ (30 مارس 2014 – 30 يونيو 2017).
- انتخب نائب فرنسي عن دائرة Pyrénées-Orientales's 1st constituency [الإنجليزية]‏ وقد انضم خلال فترته النيابية [الإنجليزية]‏ (21 يونيو 2017 – ) للكتلة البرلمانية تكتل الجمهورية على الدرب [الإنجليزية]‏.